# Diego Temoche
Diego Temoche (Jaen, Cajamarca, 2 de abril de 2000) es un futbolista peruano. Juega como extremo derecho y su equipo actual es Asociación Deportiva Agropecuaria que participa en la Liga 2 de Perú.

## Trayectoria
Realizó las divisiones menores en Universitario de Deportes. En el 2018 fue ascendido al equipo de reservas, y al año siguiente fue uno de los goleadores del plantel con 5 goles.

### Club Cienciano
En el 2020 fue prestado al Club Cienciano, quien buscaba jóvenes para sumar en la bolsa de minutos. Hizo su debut de forma profesional en la segunda fecha del Torneo Apertura frente a la Universidad de San Martin. Sin embargo, tuvo una lesión que lo alejó 2 meses de la cancha y perdió continuidad.

### Club Deportivo Los Chankas
Al no renovar su préstamo con Cienciano, regresa a Universitario en busca de oportunidades en el plantel principal. Sin embargo, al no estar en los planes de Ángel Comizzo, se marcha a préstamo al Club Deportivo Los Chankas por todo el 2021. Realizó una temporada destacada, ganándose un lugar en el 11 titular y logrando marcar 2 goles.

### ADT De Tarma
Luego de terminar contrato con el Club Universitario de Deportes y su préstamo en el Club Deportivo Los Chankas sería fichado por el Asociación Deportiva Tarma que lo haría oficial mediante sus redes.
En el 2022 desciende con el Carlos Stein, al quedar último puesto en la tabla acumulada.

## Clubes
| Club                                  | País | Año         | Partidos | Goles |
| ------------------------------------- | ---- | ----------- | -------- | ----- |
| Club Cienciano (préstamo)             | Perú | 2020        | 6        | 0     |
| Club Deportivo Los Chankas (préstamo) | Perú | 2021        | 17       | 2     |
| Club Deportivo Los Chankas            | Perú | 2023 - 2024 |          |       |
| ADA                                   | Perú | 2025 -      |          |       |